# Kaapverdië op de Paralympische Zomerspelen 2012
Marcio Miguel da Costa Fernandes was de enige deelnemer voor Kaapverdië op de Paralympische Zomerspelen 2012. Hij won geen medaille.

## Deelnemers en resultaten
Legenda
- AF = Afrikaans record

### Atletiek
Mannen (baan)
| Naam                             | Onderdeel     | Series  | Series | Series | Finale | Finale |
| Naam                             | Onderdeel     | Tijd    | Rang   | Totaal | Tijd   | Rang   |
| -------------------------------- | ------------- | ------- | ------ | ------ | ------ | ------ |
| Marcio Miguel da Costa Fernandes | 100 meter T44 | 12,16 s | 4e     | 13e    |        |        |
| Marcio Miguel da Costa Fernandes | 200 meter T44 | 24,84 s | 5e     | 15e    |        |        |

Mannen (veld)
| Naam                             | Onderdeel       | Meter    | Rang |
| -------------------------------- | --------------- | -------- | ---- |
| Marcio Miguel da Costa Fernandes | Speerwerpen F44 | 46.04 AF | 9e   |

Afghanistan · Albanië · Algerije · Amerikaanse Maagdeneilanden · Andorra · Angola · Antigua en Barbuda · Argentinië · Armenië · Australië · Azerbeidzjan · Bahrein · Barbados · België · Belize · Benin · Bermuda · Bolivia · Bosnië en Herzegovina · Brazilië · Britse Maagdeneilanden · Brunei · Bulgarije · Burkina Faso · Burundi · Cambodja · Canada · Centraal-Afrikaanse Republiek · Chili · China · Chinees Taipei · Colombia · Comoren · Congo-Brazzaville · Congo-Kinshasa · Cookeilanden · Costa Rica · Cuba · Cyprus · Denemarken · Djibouti · Dominica · Dominicaanse Republiek · Duitsland · Ecuador · Egypte · El Salvador · Equatoriaal-Guinea · Eritrea · Estland · Ethiopië · Faeröer · Fiji · Filipijnen · Finland · Frankrijk · Gabon · Gambia · Georgië · Ghana · Grenada · Griekenland · Groot-Brittannië · Guam · Guatemala · Guinee · Guinee‑Bissau · Guyana · Haïti · Honduras · Hongarije · Hongkong · Ierland · IJsland · India · Indonesië · Irak · Iran · Israël · Italië · Ivoorkust · Jamaica · Japan · Jemen · Jordanië · Kaaimaneilanden · Kaapverdië · Kameroen · Kazachstan · Kenia · Kirgizië · Kiribati · Koeweit · Kroatië · Laos · Lesotho · Letland · Libanon · Liberia · Libië · Liechtenstein · Litouwen · Luxemburg · Macau · Macedonië · Madagaskar · Maldiven · Maleisië · Mali · Malta · Marshalleilanden · Marokko · Mauritanië · Mauritius · Mexico · Micronesia · Moldavië · Monaco · Mongolië · Montenegro · Mozambique · Myanmar · Namibië · Nauru · Nederland · Nepal · Nicaragua · Nieuw-Zeeland · Niger · Nigeria · Noord-Korea · Noorwegen · Oeganda · Oekraïne · Oezbekistan · Oman · Oostenrijk · Oost-Timor · Pakistan · Palau · Palestina · Panama · Papoea-Nieuw-Guinea · Paraguay · Peru · Polen · Portugal · Puerto Rico · Qatar · Roemenië · Rusland · Rwanda · Saint Kitts en Nevis · Saint Lucia · Saint Vincent en Grenadines · Salomonseilanden · Samoa · San Marino · Saoedi-Arabië · Senegal · Servië · Seychellen · Sierra Leone · Singapore · Slovenië · Slowakije · Soedan · Somalië · Spanje · Sri Lanka · Suriname · Swaziland · Syrië · Tadzjikistan · Tanzania · Thailand · Togo · Tonga · Trinidad en Tobago · Tsjaad · Tsjechië · Tunesië · Turkije · Turkmenistan · Tuvalu · Uruguay · Vanuatu · Venezuela · Verenigde Arabische Emiraten · Verenigde Staten · Vietnam · Wit-Rusland · Zambia · Zimbabwe · Zuid-Afrika · Zuid-Korea · Zweden · Zwitserland
Niet deelgenomen: Botswana · Malawi